# Bracia Łopieńscy
Bracia Łopieńscy – istniejąca w Warszawie od 1862 roku firma rodzinna z siedzibą przy ul. Hożej 55, specjalizująca się w produkcji wyrobów z brązu, srebra i metali szlachetnych. Wyroby przedsiębiorstwa Bracia Łopieńscy w okresie międzywojennym uznawane były za jedne z najlepszych na polskim rynku, czego potwierdzeniem były uzyskane nagrody na wystawach w kraju i za granicą, m.in. w 1894 we Lwowie, w 1929 w Poznaniu i w 1925 na Wystawie światowej w Paryżu.
Ważną częścią działalności firmy było odlewnictwo rzeźb, medali i pomników. Projektantem wielu wyrobów firmy był malarz Jan Strzałecki, swoje dzieła odlewali tam także m.in. Xawery Dunikowski, Cyprian Godebski, Henryk Glicenstein, Stanisław Jackowski, Antoni Kurzawa, Konstanty Laszczka, Antoni Madeyski, Czesław Makowski, Ludwika Nitschowa, Andrzej Pruszyński, Jan Raszka, Pius Weloński i Edward Wittig. Po II wojnie światowej w zakładzie braci Łopieńskich odtwarzano m.in. zniszczone pomniki Warszawy.
Tradycje przedsiębiorstwa kontynuuje Pracownia Sztuki Dekoracyjnej d. Bracia Łopieńscy przy ul. Poznańskiej 24.

## Historia
Początki przedsiębiorstwa sięgają 1862 roku, kiedy to Jan Łopieński założył w Warszawie pracownię brązowniczą, cyzelerską i odlewniczą. Przedsiębiorstwo specjalizowało się w wyrobie produktów ze srebra, m.in. sreber sakralnych, cyboriów, puszek liturgicznych, kielichów, świeczników i kandelabrów. Łopieński, zdolny artysta kształcony w Krakowie, Wiedniu i Paryżu, zdobył kontrakty na wykonanie dekoracji z brązu, m.in. dla warszawskiego Pałacu Kronenberga, a za kutą balustradę w stylu Ludwika XVI dla Pałacu hrabiego Zawiszy przy Bielańskiej otrzymał w 1879 srebrny medal na wystawie w Paryżu. Początkowo pracownia mieściła się przy Nowym Świecie, jednak wkrótce została przeniesiona do domu przy ul. Ordynackiej 3, gdzie działała przez kilkadziesiąt lat. W 1880 firma zbankrutowała, a Jan Łopieński zatrudnił się w Zakładzie Platerniczym Norblinów.

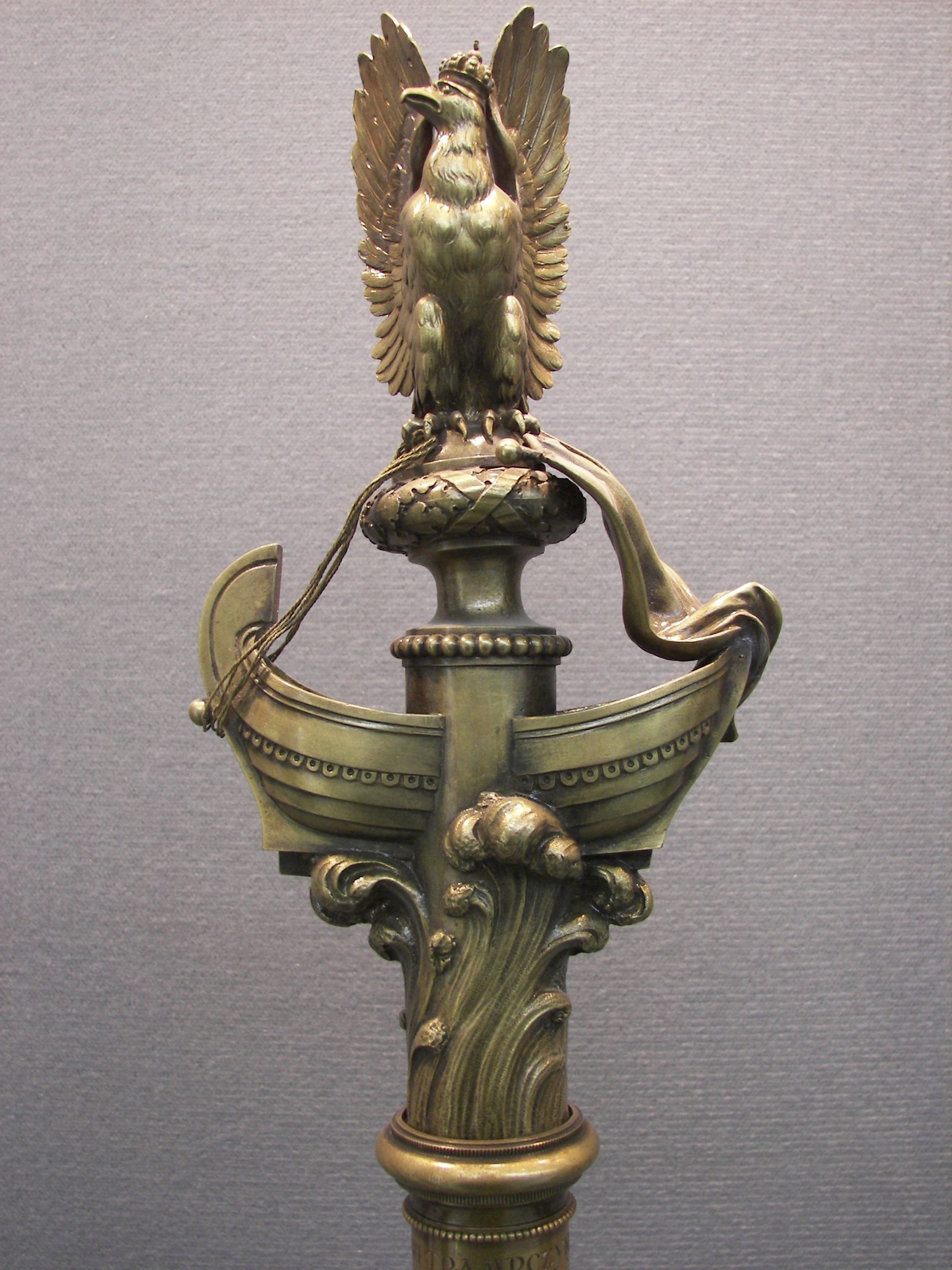
W pracowni Braci Łopieńskich wykonano m.in. laskę marszałka Sejmu

Cztery lata później, w 1884, firmę reaktywowali synowie Jana: Grzegorz zajął się techniczną i artystyczną stroną przedsięwzięcia, a Feliks finansami. Początkowo odtworzona firma działała pod nazwą „Fabryka Wyrobów Bronzowych G. Łopieński – Warszawa”, jednak stosunkowo szybko nazwę zmieniono na „Bracia Łopieńscy”. W 1900 roku siedziba została przeniesiona do nowego kompleksu fabrycznego przy Hożej. W 1912 Łopieńscy zbudowali tam kolejną halę produkcyjną, wyposażoną m.in. w sprowadzony z Wielkiej Brytanii piec systemu Morgana o pojemności do 300 kilogramów oraz sześciotonową suwnicę. Firma zatrudniała około 60 osób, a obroty firmy rosły systematycznie: w 1890 wyniosły 8 tysięcy rubli, w 1906 było to 45 tysięcy rubli.
Magazyn wystawowy firmy początkowo mieścił się w pałacu Hołowczyca przy Nowym Świecie 35, następnie aż do wybuchu II wojny światowej działał w kordegardzie pałacu Potockich przy Krakowskim Przedmieściu 15.
W początkach XX wieku w Warszawie działało około 140 firm zajmujących się produkcją wyrobów z brązu, od okuć i elementów budowlanych, przez przedmioty codziennego użytku, aż po odlewy artystyczne. Mimo sporej konkurencji, zakład Łopieńskich pozostał największą tego typu firmą w przedwojennej Warszawie, cieszył się także największą renomą.
W 1950 firma została upaństwowiona i przekształcona w spółdzielnię „Brąz Dekoracyjny”. W tym czasie trwały prace nad odtworzeniem pomnika Fryderyka Chopina. Tadeusza Łopieńskiego zatrudniono w spółdzielni na stanowisku kierownika artystycznego i technicznego, a Władysława Łopieńskiego w cyzelarni. Po ukończeniu odlewania monumentu obydwu zwolniono z pracy z dożywotnim zakazem wykonywania zawodu.
Po październiku 1956 Tadeusz Łopieński uzyskał jednak zgodę władz na otwarcie niewielkiej Pracowni Metalowej Sztuki Zdobniczej d. Bracia Łopieńscy. Firma mieściła się najpierw w suterenie przy ul. Nowogrodzkiej 12, a później przy ul. Poznańskiej 24. Obecnie prowadzi ją córka Tadeusza, Anna Łopieńska-Lipczyk, i jej mąż Wojciech Lipczyk. Nie mają następców. W 2024 roku oprócz właścicieli w pracowni by również zatrudniony na pół etatu jeden cyzeler.
W 2020 roku pracownia wpisana została na listę Warszawskich Historycznych Pracowni Artystycznych.
W 2021 roku w magazynie na Pradze-Północ odnaleziono oryginalne gipsowe matryce wykorzystywane do produkcji form dla przygotowywanych przez przedsiębiorstwo odlewów z brązu.

## Wystawy i monografie
Wyrobom użytkowym i odlewom artystycznym z wytwórni braci Łopieńskich poświęcono kilka wystaw monograficznych. W 1978 wystawę przeglądową dzieł z warsztatu Łopieńskich zorganizowały wspólnie warszawskie Muzeum Woli i Muzeum Rzemiosł Artystycznych i Precyzyjnych.

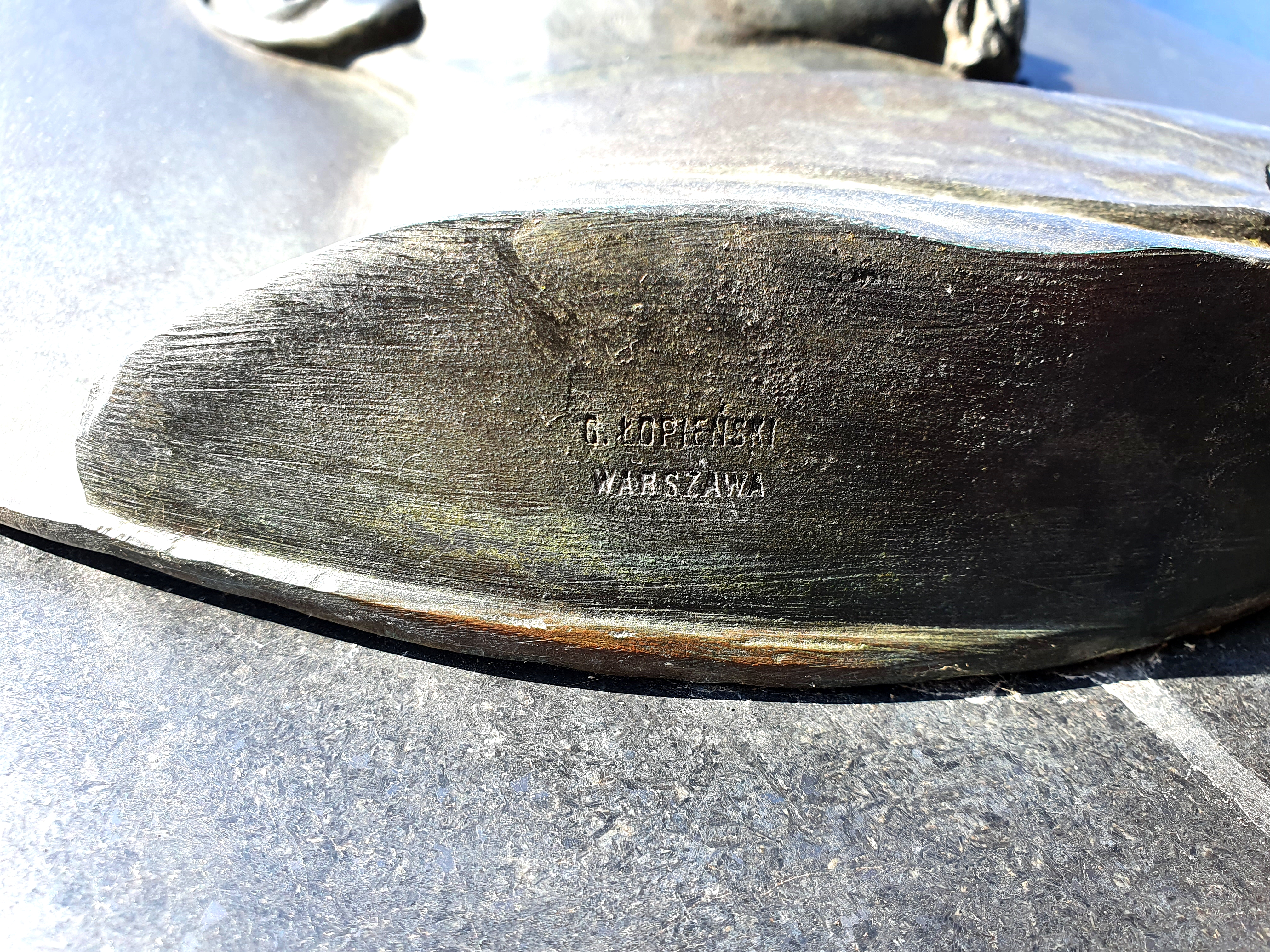
Sygnatura „G. Łopieński Warszawa” – medalion z cmentarza w Nałęczowie na nagrobku Michała Andriollego

W 1982 nakładem Państwowego Wydawnictwa Naukowego ukazała się monografia autorstwa Tadeusza Łopieńskiego na temat sztuki brązowniczej od zarania dziejów aż po czasy współczesne . Jej tytuł, Okruchy brązu, posłużył w 1994 za tytuł kolejnej wystawy przeglądowej, tym razem organizowanej przez Muzeum Sztuki w Łodzi w zabytkowej willi Edwarda Herbsta .
W 2010 podobną wystawę zorganizowało Muzeum Okręgowe w Koninie. Zgromadzono na niej blisko 200 obiektów pochodzących z kolekcji m.in. rodziny Łopieńskich, a także Muzeum Narodowego w Warszawie, w Krakowie i Muzeum Narodowego w Poznaniu, oraz Muzeum Historycznego m. st. Warszawy, Muzeum Książąt Lubomirskich i Zakładu Narodowego im. Ossolińskich. Wystawie towarzyszyła publikacja książkowej monografii firmy pod tytułem Tradycje prawdziwe – Łopieńscy .
W 2013 do tematu po 35 latach powróciło Muzeum Woli, w którym między lipcem a listopadem można było oglądać wystawę czasową pod tytułem Bracia Łopieńscy – tytani warszawskiego brązownictwa . Z kolei w 2022 wystawę 160 lat firmy Bracia Łopieńscy zorganizowało Biuro Stołecznego Konserwatora Zabytków.